# Brucella-ovis-Infektion
Die Brucella-ovis-Infektion (Brucellose der Schafe) ist eine anzeigepflichtige Tierseuche. Das Bakterium Brucella ovis aus der Gattung Brucella ist ausschließlich für Schafe pathogen. Es kommt weltweit vor und gehört zu den wichtigsten Erregern infektiöser Nebenhodenentzündungen von Schafböcken (Infektiöse Epididymitis des Schafbocks).

## Ätiologie und Pathogenese
B. ovis wird mit dem Sperma ausgeschieden. Die Übertragung erfolgt in der Regel von Bock zu Bock. Schafe werden durch den Deckakt ebenfalls infiziert, beherbergen den Erreger jedoch nicht lange.

## Klinik
Es kommt charakteristischerweise zu einseitiger, selten beidseitiger, Nebenhodenentzündung der Böcke mit Verschlechterung der Spermaqualität. Selten kommt es zu Bindehautentzündungen. Schafe können abortieren. Wenn die Niere besiedelt wird, kommt es auch zur Ausscheidung über den Harn.
Böcke könne bis zu vier Jahren die Erreger ausscheiden.

## Diagnose
Es empfiehlt sich eine serologische Untersuchung unter Einsatz von ELISA, KBR und IDT. Mittels PCR gelang auch der Nachweis im Sperma. Allergische Hautreaktionen („Brucellintest“) sind auswertbar.

## Therapie
Isolation infizierter Tiere. Auch die Kastration infizierter Böcke konnte eine Besserung herbeiführen. Es sind Brucella-ovis-Impfstoffe vorhanden, aber es kann auch mit Brucella-abortus- und Brucella-melitensis-Impfstoffen vakziniert werden. Die beiden letzteren immer unter Beachtung der momentanen Seuchen- und Gesetzeslage.

## Tierseuchenbekämpfung
B. ovis ist keine Zoonose (geht nicht auf den Menschen über). In Deutschland ist sie anzeigepflichtig, die Bekämpfung ist jedoch in der Brucellose-Verordnung geregelt. Auch in Österreich ist sie anzeigepflichtig, in der Schweiz ist sie als Gr. 3 zu bekämpfende Seuche eingestuft.